# كرايغ برانش
كرايغ برانش (بالإنجليزية: Craig Branch)‏ (و. 1977  م) هو متزلج جبال أسترالي، ولد في سيدني، شارك في الألعاب الأولمبية الشتوية 2010، والألعاب الأولمبية الشتوية 2006، والألعاب الأولمبية الشتوية 2002.

## روابط خارجية
- كرايغ برانش على موقع الاتحاد الدولي للتزلج (التزلج على المنحدرات الثلجية) (الإنجليزية)
- كرايغ برانش على موقع أوليمبيديا (الإنجليزية)
- كرايغ برانش على موقع اللجنة الأولمبية الأسترالية (الإنجليزية)